# الجبول (مدينة مأرب)

تعديل مصدري - تعديل

ديرة الأشراف هي إحدى قرى منطقة الاشراف بمديرية مدينة مأرب التابعة لمحافظة مأرب، بلغ تعداد سكانها 160 نسمة حسب تعداد اليمن لعام 2004.